# RAF Akrotiri
RAF Akrotiri je britská letecká základna v oblasti suverénního území Akrotiri a Dekelia na Kypru. Nachází se na poloostrově Akrotiri poblíž města Lemesos. Má ranvej dlouhou 2 743 metrů.
Royal Air Force se na místě etablovalo v roce 1955, kdy bylo zdejší letiště postaveno jako alternativa k letišti v Nikósii, které bylo vystaveno útokům kyperských bojovníků za nezávislost.
Základna RAF Akrotiri má zásadní význam pro schopnost ozbrojených sil Spojeného království vést vojenské operace ve Středomoří, na Středním východě a ve střední Asii. Základna byla klíčová pro vedení britských operací během Suezské krize. Později byla využívána jako předsunutá základna například pro války v Iráku a v Afghánistánu. V noci z 11. na 12. ledna 2024 ze základny startovaly čtyři britské letouny Typhoon FGR.4 podílející se na mezinárodní intervenci proti Hútíům na území Jemenu. Stroje Typhoon operující z této základny se podílely také na neutralizaci íránského útoku na Izrael v noci z 13. na 14. dubna 2024.
Trvalou posádku zde má 84. peruť RAF, vybavená záchrannými vrtulníky Puma HC.2.

## Fotogalerie

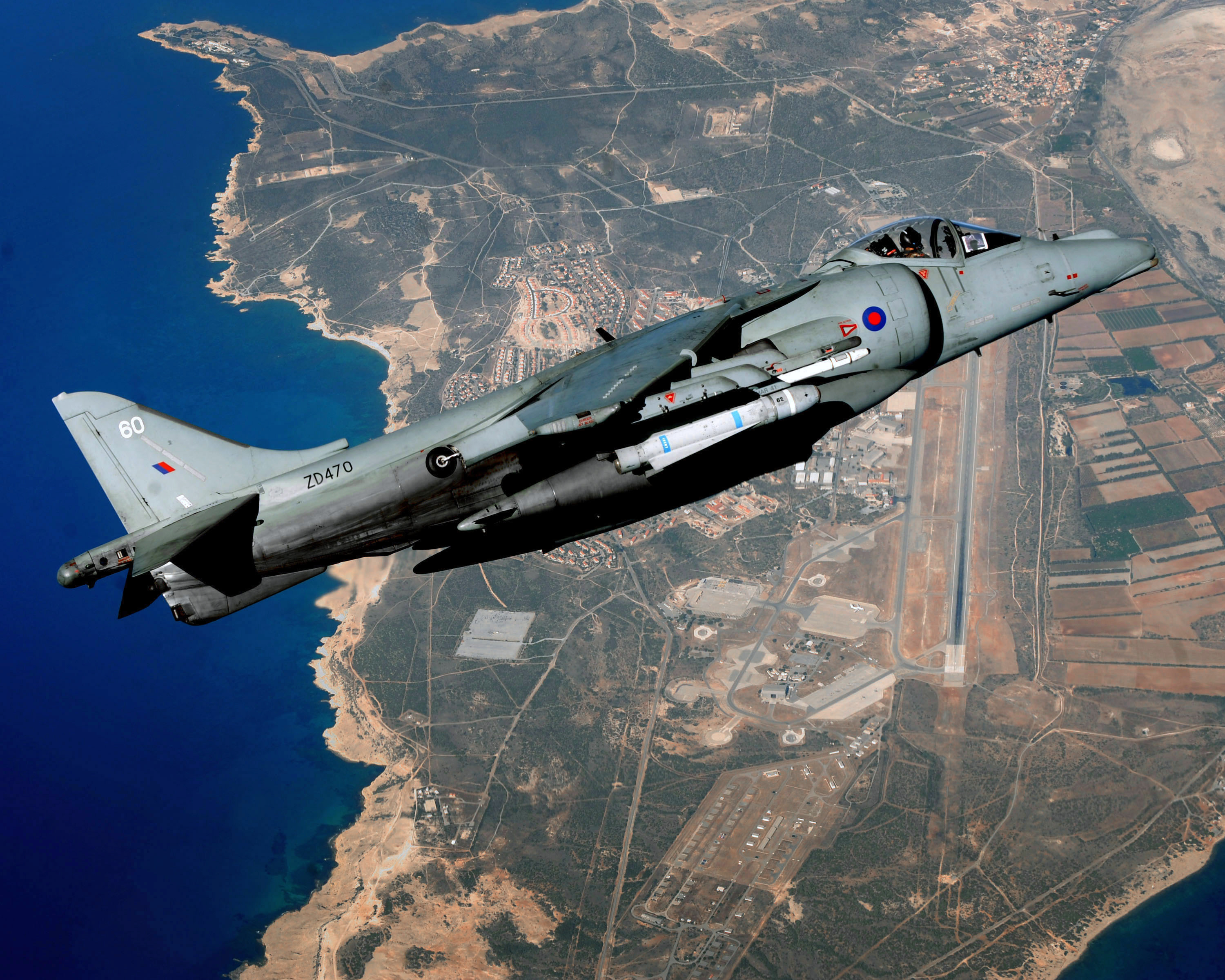
BAe Harrier II při přeletu základny
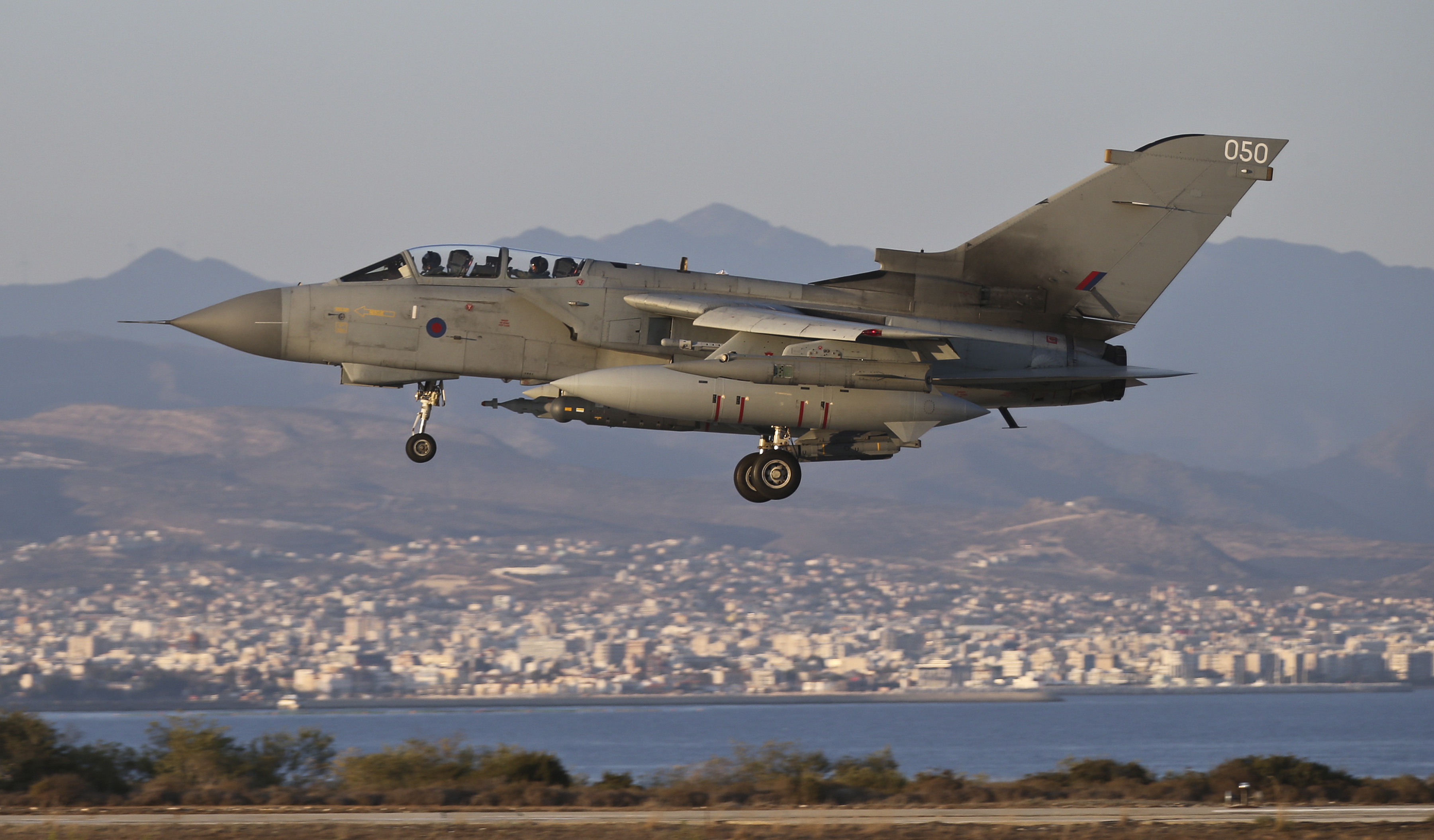
Tornado GR.4 začátkem války proti Islámskému státu
Základna na mapě poloostrova Akrotiri
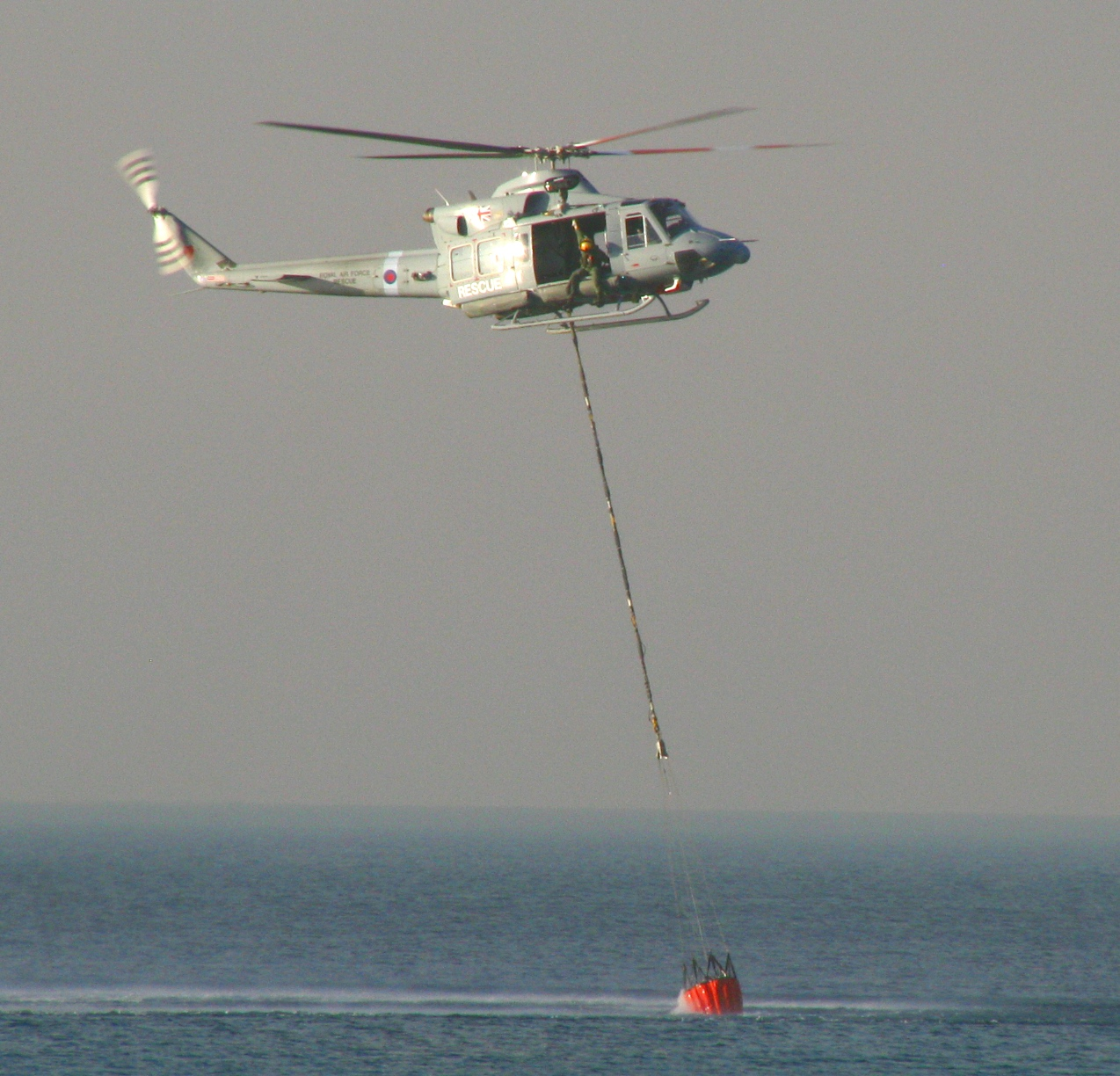
Bell Griffin HAR.2 84. peruti RAF, operující ze základny, při hašení lesních požárů v Izraeli r. 2010
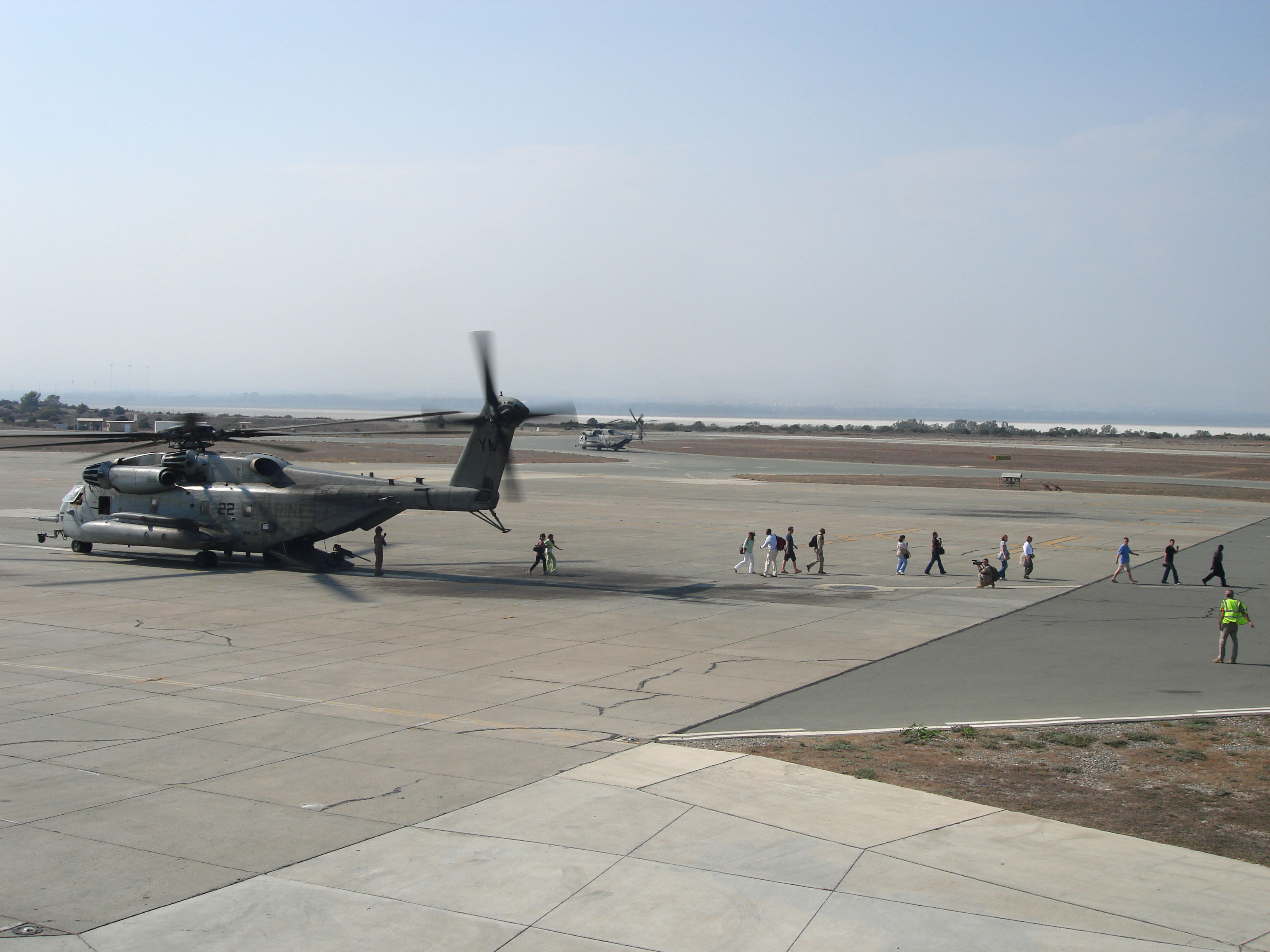
CH-53 ze stavu USMC na RAF Akrotiri